# Площадь Константиновой (Липецк)
Пло́щадь Константи́новой — площадь в Правобережном округе Липецка. Находится на Соколе между улицами Ушинского, 40-летия Октября, Смыслова и территорией спорткомплекса «Сокол».
Возникла в начале XX века при строительстве в этом районе посёлка инженерного персонала металлургического завода. Первоначальное название — Верхняя колония (в отличие от Нижней и Средней колоний, ныне улицы Газина и Смыслова, соответственно). С 1950-х годов называлась Клу́бной пло́щадью по расположенному здесь клубу (затем дворцу) завода «Свободный сокол». 5 мая 1965 года получила новое имя в честь Героя Советского Союза К. С. Константиновой (1925—1943), уроженки села Сухая Лубна Липецкого района.
Крупнейшими объектами на площади являются дворец культуры «Сокол» (дом № 3) и средняя школа № 28. Во Дворце культуры базируется Липецкий муниципальный драматический театр. Также на площади Константиновой имеются и жилые многоквартирные дома.
Протяженность площади составляет 230 метров.

## Транспорт
- авт. 2, 11, 33а, 300, 302, 346 ост.: «Ул. Ушинского».